# Róbert Isaszegi
Róbert Isaszegi (* 2. Mai 1965 in Sárospatak) ist ein ehemaliger ungarischer Boxer im Halbfliegengewicht.

## Karriere
Róbert Isaszegi war während seiner Wettkampfkarriere rund 1,65 m groß und boxte in der Linksauslage. 1984 wurde er erstmals Ungarischer Meister. Bei den Europameisterschaften 1985 in Budapest besiegte er Andrew Docherty (5:0) und Ryszard Majdański (5:0), ehe er im Halbfinale gegen Iwajlo Marinow (2:3) mit einer Bronzemedaille ausschied. Bei den Weltmeisterschaften 1986 in Reno unterlag er im ersten Duell gegen den späteren Bronzegewinner Oh Kwang-soo. 1987 schied er bei den Europameisterschaften in Turin gegen Nschan Muntschjan im Viertelfinale aus.
1988 vertrat er Ungarn bei den Olympischen Sommerspielen in Seoul und gewann überraschend eine Bronzemedaille, nachdem er sich gegen Colin Moore (5:0), Sadoon Abboud (RSC) und Chatchai Sasakul (3:2) durchsetzen konnte und erst im Halbfinale gegen Michael Carbajal (1:4) unterlag.
1989 wurde ein weiteres erfolgreiches Jahr. Bei den Europameisterschaften in Athen schlug er unter anderem Nschan Muntschjan und scheiterte erst im Finale erneut an Iwajlo Marinow, womit er Vize-Europameister wurde. Eine weitere Silbermedaille gewann er bei den AIBA Challenge Matches in Casablanca. Zudem erreichte er den fünften Rang bei den Weltmeisterschaften in Moskau, wobei ihm diesmal auch ein Sieg über Iwajlo Marinow gelang.
1990 folgte der Gewinn einer Bronzemedaille bei den Goodwill Games in Seattle und das Erreichen des Viertelfinales beim Weltcup in Mumbai. 

### Weitere Turniersiege (Auswahl)
- 1987 TSC-Turnier in Berlin mit Finalsieg gegen Mario Loch
- 1987 French Open Tournament in Saint-Nazaire mit Finalsieg gegen Toshikazu Nalishi
- 1988 Trofeo Italia in Venedig mit Finalsieg gegen Alfred Kotey
- 1989 French Open Tournament in Saint-Nazaire mit Finalsieg gegen Mohamed Mehboud
- 1990 French Open Tournament in Saint-Nazaire mit Finalsieg gegen Alexander Nalbandian

Von 1998 bis 2005 bestritt er 21 Profikämpfe mit 19 Siegen und 2 Niederlagen. Im Dezember 2002 gewann er den Interkontinentalen Meistertitel der WBO im Bantamgewicht und konnte ihn zweimal verteidigen. Im Dezember 2005 unterlag er gegen Iván Pozo beim Kampf um die Europameisterschaft (EBU) im Fliegengewicht.